# Barracudas Baseball und Softball Club Zürich
 (septembre 2023).
Le Barracudas Baseball und Softball Club Zurich est un club suisse de baseball basé à Zurich.
Il fut fondé en 1985. Ses équipes évoluent en NLA, NLB et 1 Liga.